# Forgiveness (canción de Ayumi Hamasaki)
«Forgiveness» es el sencillo n.º 30 aniversario de la cantante japonesa Ayumi Hamasaki, lanzado al mercado el 20 de agosto del 2003 bajo el sello avex trax.

## Detalles
Por ser este el sencillo n.º 30 fue llamado también de forma común el "sencillo aniversario" de la carrera de Ayumi Hamasaki, e incluso celebró un concierto en honor a sus treinta sencillos lanzados desde su debut, llamado "A museum ～30th single collection live～", en el cual se incluyeron los éxitos más memorables de su carrera.
El sencillo contiene versiones remezcladas de los temas "ourselves" y "HANABI ~episode II~", disponibles originalmente en el sencillo anterior, "&".

## Canciones
1. forgiveness "Original Mix"
2. ourselves "Kentaro Takizawa remix"
3. HANABI ～episode II～ "HΛL'S MIX 2003"
4. forgiveness "Original Mix -Instrumental-"

- Datos: Q306312